# Los negros blancos de América
Los negros blancos de América es una obra literaria hecha por el Pierre Vallières, uno de los líderes del Frente de Liberación de Quebec. Los negros blancos de América narra la historia de los colonos franceses de América del Norte, primero en Nueva Francia y después en la Norteamérica británica.

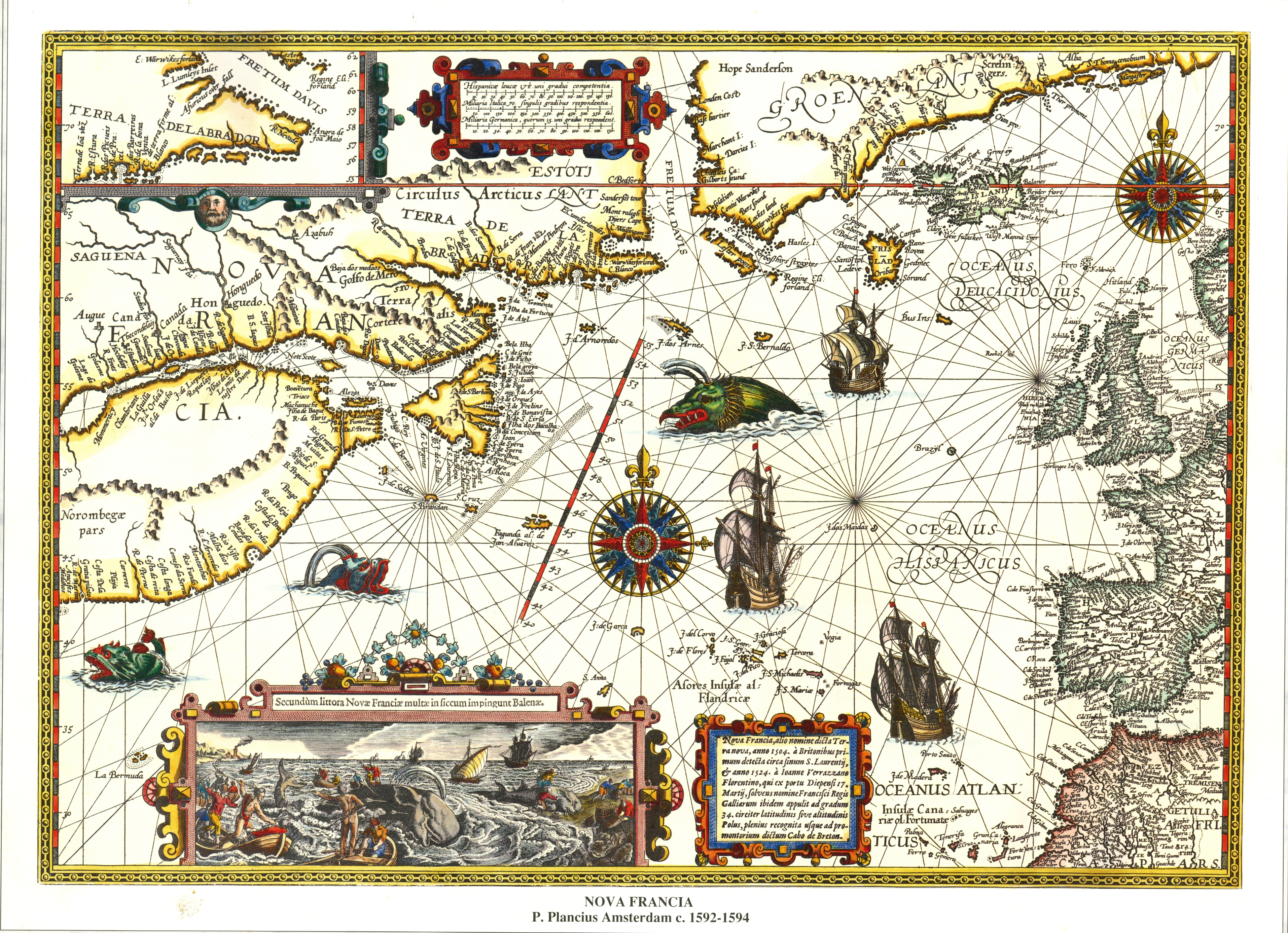
Mapa de la Nueva Francia

## Antecedentes
Vallières escribió el libro mientras cumplía una pena de prisión de cuatro años por homicidio involuntario en la casa de detención de Manhattan para hombres en la ciudad de Nueva York. Más tarde fue absuelto en un segundo juicio en 1970.

## El libro
El libro nos habla sobre la explotación, el autor Vallières compara de cierta manera la situación de los inmigrantes de Quebec a la de los negros en la América del Sur, con el argumento de que ambos grupos fueron importados por la fuerza al Nuevo Mundo y posteriormente explotados por los capitalistas aristócratas.
El libro es un análisis de la sociedad, política y economía que se vivía en el asentamiento francés canadiense de Canadá desde su llegada. Vallières argumenta que los canadienses franceses han sido mantenido en una posición de trabajadores explotados por los empresarios de la clase alta. Él nos indica la similitud que hay entre la posición social y económica de los canadienses franceses y la de los esclavos en los Estados Unidos, con la esperanza de demostrar que ambos grupos culturales han sido traídos al continente para servir como la clase inferior, como la clase obrera para un mismo opresor.

## El título
La intención de Vallières de utilizar el término « nègre » en el título de su libro no es solamente para usarlo como un indicador cultural o racial, sino como un concepto que abarca la clase social y el poder. En la elaboración de estas comparaciones, afirma que los movimientos de liberación de los negros en Estados Unidos han servido de inspiración para los canadienses franceses, dominados por los ingleses social, cultural y económicamente.